# Chondrula
Chondrula ist eine Gattung der Familie der Vielfraßschnecken (Enidae) aus der Unterordnung der Landlungenschnecken (Stylommatophora).

## Merkmale
Die länglich-eiförmigen bis zylindrischen Gehäuse werden 8 bis 25 mm hoch und 3,5 bis 9 mm breit. Sie haben 6,5 bis 11 Windungen mit nur schwach gewölbter Peripherie. Die Mündung ist U-förmig, V-förmig, rundlich bis eiförmig, die Größe variiert. Die Mündungsränder können mehr oder weniger stark umgebogen sein. Die Ansatzstellen der Mündung an die vorige Windung sind meist nicht angenähert, können aber durch eine mehr oder weniger dicke weißliche Lage miteinander verbunden sein. Die letzte Windung steigt erst kurz vor dem Mündungsrand leicht an, wenn überhaupt. In die Mündung ragen bis zu sechs Zähne hinein, die aber auch völlig fehlen können. Die gelblichen bis dunkelbraunen Gehäusen sind nur selten zweifarbig, d. h. weisen dunklere radiale Streifen auf. Die Oberfläche ist glatt oder mit feinen Anwachsstreifen bedeckt.
Im männlichen Trakt des Geschlechtsapparates tritt der wenige gewundene Samenleiter in den vergleichsweise kurzen Epiphallus ein. An der Eintrittsstelle sitzt ein wurmförmiges Flagellum. Etwa mittig bezogen auf die Epiphalluslänge sitzt das kleine, flachkonische Epiphalluscaecum. Penis und Epiphallus haben in etwa dieselbe Länge. Am Übergang Epiphallus/Penis ist der Penis stark verdickt. Die Dicke nimmt zur Einmündung des Penis in das Atrium allmählich auf etwa die Hälfte ab. Peniscaecum und Penisappendix fehlen. Der Stimulator im Innern des Penis ist zapfenförmig mit einer Längsrinne oder schirmförmig. Der einheitliche Retraktormuskel setzt in der proximalen Penishälfte (zum Epiphallus hin) an. Im weiblichen Trakt hat der freie Eileiter (Ovidukt) in etwa dieselbe Länge wie die Vagina. Die Spermathek ist mäßig lang, der Stiel gewunden. Die Blase kommt etwa in der Nähe der Prostata zu liegen. Kurz vor der Blase zweigt ein mäßig langes Divertikel ab.

## Geographische Verbreitung
Das Verbreitungsgebiet der Gattung erstreckt sich über Südwestfrankreich, Italien, Mitteleuropa, die Balkan-Halbinsel, Griechenland und die Türkei bis in den Kaukasus, den Nordiran und den südlichen Ural. Im Norden reicht das Areal bis nach Litauen und Zentralrussland.

## Taxonomie
Die Gattung Chondrula wurde 1837 von Henrik Henriksen Beck aufgestellt. Typusart durch die 1847 erfolgte subsequente Bestimmung durch Herrmannsen ist Helix tridens Müller, 1774. Die Gattung ist die Typusgattung der Tribus Chondrulini Wenz, 1923.
- Gattung Chondrula Beck, 1837
  - Chondrula albolimbata (Pfeiffer, 1848)
  - Chondrula beieri Klemm, 1962
  - Chondrula bergeri (Roth, 1839)
  - Chondrula bicallosa (Pfeiffer, 1847)
  - Chondrula caucasica (Pfeiffer, 1852)
  - Chondrula consentanea (Westerlund, 1887)
  - Chondrula diodon (Retowski, 1883)
  - Chondrula jaczewskii (Wagner, 1928)
  - Chondrula lugorensis Wagner, 1914
  - Chondrula macedonica Wagner, 1914
  - Chondrula mletaki Lajtner, 1993
  - Chondrula microtragus (Rossmässler, 1839)
  - Chondrula munita (Westerlund, 1894)
  - Chondrula orientalis (Pfeiffer, 1848)
  - Chondrula peloponnesica Gittenberger, 1984
  - Chondrula pindica (Westerlund, 1894)
  - Chondrula quinquedentata (Rossmässler, 1837)
  - Chondrula sturmii (Küster, 1852)
  - †Chondrula subtridens (Sinzov, 1877)[3], Astium, Pliozän
  - Chondrula sunzhica Steklov, 1962
  - Chondrula tricuspidata (Küster, 1843)
  - Dreizahn-Vielfraßschnecke (Chondrula tridens Müller, 1774)
  - Chondrula vaderi Gittenberger, 1967
  - Chondrula werneri (Sturany, 1902)

## Belege

### Online
- Fauna Europaea